# Ministerio de Relaciones Exteriores (Azerbaiyán)

El Ministerio de Relaciones Exteriores de Azerbaiyán (en azerí, Azərbaycan Respublikasının Xarici İşlər Nazirliyi) es un órgano del poder ejecutivo azerbaiyano, que realiza la gestión estatal en la esfera de las relaciones exteriores de la República de Azerbaiyán.

## Historia
Por primera vez el Ministerio del exterior de Azerbaiyán fue establecido el 28 de mayo de 1918, cuando se proclamó la República Democrática de Azerbaiyán. El primer ministro de los asuntos exteriores fue Mamed Hasan Hadjinski.
Pero después de la caída de la República Democrática de Azerbaiyán, el 27 de abril de 1920 el Ministerio del Exterior fue eliminado y la función de este órgano comenzó a desempeñarse por el Comisariado Popular de los asuntos exteriores de la República Soviética Socialista de Azerbaiyán. En los años 1920 – 1922 el Comisariado Popular desempeñó el papel principal en las relaciones bilaterales con los países extranjeros. En los primeros años de la Unión Soviética el Comisario Popular de los asuntos exteriores de la RSS de Azerbaiyán fue Nariman Narimanov y Mirzadavud Huseinov. Más tarde el Comisariado fue eliminado y la política independiente exterior no tenía lugar en la política de la RSS de Azerbaiyán.
En 1944, en concordancia con sus intereses, la USSR recuperó el Comisariado de los asuntos exteriores y dos años después, en 1946, el Comisariado fue renombrado como Ministerio del Exterior, pero siguió no siendo un órgano ejecutivo.
En algunos períodos, Makhmud Aliev, Tahir Tahirov, Elmira Qafarova y otros fueron el Ministro del Exterior.
Después de la recuperación de la independencia de Azerbaiyán el 18 de octubre de 1991 fue creado el Ministerio del Exterior de la República de Azerbaiyán.

## Lista de ministros
República Democrática de Azerbaiyán
| Ministros              | Periodo   |
| Mammadhasan Hajinsky   | 1918      |
| Alimardan Topchubashov | 1918      |
| Fatali Khan Khoysky    | 1918–1919 |
| Mammadyusif Jafarov    | 1919      |

República Socialista Soviética de Azerbaiyán
| Ministros         | Periodo   |
| Nariman Narimanov | 1920–1921 |
| Mirza Huseynov    | 1921      |
| Mahmud Aliyev     | 1944–1958 |
| Tahira Tahirova   | 1959–1983 |
| Elmira Gafarova   | 1983–1987 |
| Huseynaga Sadiqov | 1988–1992 |

República de Azerbaiyán
| Ministros         | Periodo   |
| Tofiq Gasimov     | 1992–1993 |
| Hasan Hasanov     | 1993–1998 |
| Tofig Zulfugarov  | 1998–1999 |
| Vilayet Guliyev   | 1999–2004 |
| Elmar Mammadyarov | 2004–2020 |
| Djeyhun Bayramov  | 2020-     |

## Tareas del Ministerio
1. Preparar y presentar propuestas al presidente sobre el concepto y las principales orientaciones de la política exterior;
2. Aplicar la política exterior de la República de Azerbaiyán;
3. Preparar las propuestas de garantía de la actividad mutua de los órganos estatales en el ámbito de la política exterior y presentarlos al Presidente de la República de Azerbaiyán;
4. Informar al Presidente de la República de Azerbaiyán sobre las prioridades de la política exterior de los órganos del poder ejecutivo;
5. Garantizar la integridad de la soberanía, seguridad, integridad territorial y fronteras de la República de Azerbaiyán, sus intereses políticos, económicos, sociales por las medidas diplomáticas;
6. Garantizar los derechos e intereses de la República de Azerbaiyán, su ciudadanos y personas jurídicas en el extranjero;
7. Garantizar las relaciones diplomáticas y consulares de la República de Azerbaiyán con otros estados y organizaciones internacionales;
8. Presentar el protocolo estatal de la República de Azerbaiyán;
9. Coordinar la actividad de otros órganos del poder ejecutivo con el objetivo de la realización de la línea única de la política exterior de la República de Azerbaiyán en relación de los estados extranjeros y organizaciones internacionales;
10. Coordinar y mantener de las relaciones políticas, económicas, científicas, culturales y humanos de la República de Azerbaiyán y su órganos estatales.

## Funciones del Ministerio
- Representar de la República de Azerbaiyán en las relaciones con otros países y organizaciones internacionales;
- Administrar el sistema unificado del servicio diplomático de la República de Azerbaiyán;
- Garantizar la difusión de la información sobre política interior y exterior de la República de Azerbaiyán, la vida económica, social y cultural del país mediante las representaciones diplomáticas de la República de Azerbaiyán en el extranjero;
- Desarrollar propuestas sobre las relaciones de la República de Azerbaiyán con los países extranjeros y organizaciones internacionales con base en los estudios de la información del complejo de los problemas bilaterales, multilaterales y internacionales y presentarlos al Presidente de la República de Azerbaiyán;
- Preparar los proyectos de los acuerdos internacionales de la República de Azerbaiyán, propuestos de su celebración, ejecución y disolución y presentarlos al Presidente de la República de Azerbaiyán;
- Negociar con los estados extranjeros y organizaciones internacionales;
- Velar por la ejecución de los acuerdos internacionales de la República de Azerbaiyán, participar en la preparación de las propuestas de la armonización de legislación de la República de Azerbaiyán con sus obligaciones del derecho internacional;
- Participar en el desarrollo de las medidas políticas y concretas de la garantía de los derechos y libertades del ciudadano de la República de Azerbaiyán, su protección y seguridad, también las relaciones financieras, económicas y comerciales, intercambios científico – técnicos, culturales u otros de la República de Azerbaiyán con los países extranjeros y organizaciones internacionales;
- Garantizar la participación de la República de Azerbaiyán en las actividades de organizaciones, conferencias y foros internacionales como el miembro de la comunidad internacional y el aumento del papel de la República de Azerbaiyán en las soluciones de los problemas internacionales, regionales y globales;
- Garantizar las condiciones necesarias para la realización de actividad del aparato central, representaciones diplomáticas, organizaciones y presentar al Presidente de la República de Azerbaiyán los propuestos sobre las cuestiones institucionales, financieras u otros relacionados con su actividad;
- Garantizar la difusión de la información sobre la política interior y exterior de la República de Azerbaiyán, la vida económica, social y cultural del país mediante de las representantes diplomáticas de la República de Azerbaiyán en el extranjero;
- Negociar con los órganos competentes del poder ejecutivo en la difusión de la información sobre cuestiones de la política exterior de la República de Azerbaiyán;
- Informar a los órganos estatales y medios de comunicación de la República de Azerbaiyán sobre la situación internacional y política exterior de la República de Azerbaiyán;
- Presentar al Presidente de la República de Azerbaiyán los propuestos de mejora de la legislación de la República de Azerbaiyán en la política exterior y relaciones internacionales y armonización de la legislación con las obligaciones de los derechos internacionales;
- Promover la realización de las relaciones intergubernamentales de Milli Majlis de la República de Azerbaiyán;
- Promover las relaciones entre los órganos estatales y representaciones diplomáticas y consulares, acreditado en la República de Azerbaiyán;
- Contribuir al desarrollo de las relaciones y cooperación con compatriotas, vives en el extranjero;
- Emitir los documentos del régimen del visado;
- Participar en la organización de las conferencias, congresos, reuniones u otros eventos internacionales en la nivel estatal;
- Participar en la organización y realización de las visitas del Presidente u otros funcionarios de la República de Azerbaiyán a los países extranjeros;
- Participar en la organización y realización de las visitas del Presidente u otros funcionarios de los países extranjeros a la República de Azerbaiyán.